# 목동 포스트 스퀘어
목동 포스트 스퀘어(영어: Mokdong Post Square)는 대한민국 서울특별시 양천구 목동에 건설될 빌딩이다. 공사 기간은 2024년 6월부터 2028년까지다. 지상은 29층까지 있고 지하로는 4층까지 있고 높이는 미정이다. 시공사는 미정이고 연면적은 94,386m2, 설계사는 디엔비건축사사무소, 디엔비파트너스, 신한종합건축사사무소의 컨소시엄, 용도는 업무시설, 근린생활시설이다.

## 역사
2024년 지상 29층, 지하 4층 규모의 오피스 빌딩으로 재건축을 시작할 예정이다.

## 시설
일부 시설은 우체국으로 사용되고 나머지는 수익형 부동산으로 개발될 예정이다

## 교통
- ● 수도권 전철 5호선 - 오목교역
- ● 서울 지하철 9호선 - 신목동역
- 목동서로

## 같이 보기
- 양천우체국
- 서울특별시의 마천루 목록